# 羽田健太郎
羽田健太郎（／ Haneda Kentarou，1949年1月12日—2007年6月2日）是日本的知名作曲家，不僅在創作方面有古典交響曲，此外尚有搖滾流行樂派，作品有《超時空要塞》、《超時空世紀》、《宇宙戰艦大和號》等。

## 家庭
妻子為羽田幸子，有二女紋子、紘子。

## 生平
- 1949年1月12日生於日本東京北區。
- 1981年3月20日上映的卡通劇長版《通往夏天的門》（日文:夏への扉，竹宮惠子的作品）BGM創作，榮獲日本學院音樂優秀大賞。
- 1982年4月17日—9月11日上映共18集的卡通。
- 1982年10月3日—1983年6月26日上映共36集的卡通《超時空要塞》BGM創作，榮獲日本卡通音樂優秀大賞。
- 1982年10月7日—1983年5月19日與大野雄二創作眼鏡蛇（寺澤武一（日文:寺沢武一，1955.3.30—）的作品）。
- 1983年3月19日與宮川泰（1931.3.18—2006.3.21）創作宇宙戰艦大和號 完結篇。
- 1983年7月3日—1984年4月8日上映共35集的卡通《超時空世紀》BGM創作。
- 1984年7月21日上映的卡通劇長版《超時空要塞 愛，還記得嗎？》BGM創作。
- 1987年與渡邊俊幸（1955.2.3—）創作機甲戰記威龍。
- 2007年6月2日逝世於日本東京新宿。

## 搖滾歌曲
《超時空要塞 愛，還記得嗎？》中的
1. 飯島真理-私の彼はパイロット（我的心上人是個飛行員）
2. 飯島真理-SUNSET BEACH（黃昏的沙灘）
3. 土井美加-遙かなる想い（遙遠的想念）
4. 飯島真理-愛は流れる（愛情流失）
5. 飯島真理-小白竜（小白龍）
6. 飯島真理- O-G Love
7. 藤原誠-マクロス（馬克羅斯）
8. 飯島真理-星のささやき（星星的呢喃）
9. 飯島真理-マイ・ビューティフル・プレイス（美麗的地方）
10. 土井美加-傘の中（傘下）
11. 飯島真理-シルバームーン・レッドムーン（銀色的月光‧紅色的月光）
12. 飯島真理-やさしさ Sayonara（再見，你的溫柔）
13. 藤原誠ランナー（跑者）